# Andritz
Andritz AG è un'azienda austriaca con sede a Graz, attiva nel campo dell'ingegneria per la costruzione di impianti. Il gruppo prende il nome dal distretto di Andritz, in cui è situato.
Vi lavorano oltre 30.000 persone, distribuite in 220 strutture di produzione e eservizio. Nel 2012 il fatturato aziendale era di 5,17 miliardi di euro, con un utile netto di 242 milioni di euro.
Nel 2013 viene acquisita la società tedesca Schuler AG.

## Divisioni
Andritz è divisa in cinque aree di business:
- Andritz Hydro
- Andritz Pulp & Paper
- Andritz Metals
- Andritz Separation
- Andritz Feed & Biofuel